# Phlepsanus tumidatus
Phlepsanus tumidatus är en insektsart som beskrevs av Crowder 1952. Phlepsanus tumidatus ingår i släktet Phlepsanus och familjen dvärgstritar. Inga underarter finns listade i Catalogue of Life.